# Enochrus striatus
Espèce
Enochrus striatus est une espèce fossile d'insectes coléoptères de la famille des Hydrophilidae et du genre Enochrus.

## Classification
L'espèce Enochrus striatus est décrite en 1937 par le paléontologue français Théobald (1903-1981),. 

### Fossile
L'holotype C102 conservé dans les collections du Muséum d'histoire naturelle de Marseille, vient des terrains sannoisiens du lieu-dit Célas, dans la formation de Célas, dans le département du Gard.

### Étymologie
L'épithète spécifique striatus signifie « rayée ou striée » en latin.

## Description

### Caractères
La diagnose de Nicolas Théobald en 1937, : 

« Un insecte de petite taille, corps noirâtre. Tête large, courte ; deux yeux arrondis, assez petits, placés près du bord du thorax. Corselet évasé vers l'arrière, à peine échancré à l'avant ; bords bombés ; surface lisse ; scutellum petit et triangulaire. Élytres peu allongés ; bord antérieur droit ; épaule saillante ; sommet arrondi ; surface ornée de huit stries ponctuées. ».

### Dimensions
La longueur totale est de 4,5 mm, et la longueur de l'élytre de 3,5 mm.

### Affinités
« En raison de la conservation imparfaite, la détermination de cet Insecte offre de grandes difficultés. La forme du corps et l'ornementation des élytres nous a finalement conduit à l'attribuer au g. Enochrus de la tribu des Hydrobiini. Ce dernier présente aussi huit rangées de points régulièrement enfoncés et de forme semblable. ».

## Biologie
« On connaît actuellement une espèce européenne : Enochrus melanocephalus vivant dans les eaux douces de l'Europe centrale. ».

## Galerie
- Quelques espèces vivantes du genre Enochrus.
- Enochrus coarctatus.
- Enochrus melanocephalus.
- Enochrus bicolor.

### Publication originale
- [1937] Nicolas Théobald, « Les insectes fossiles des terrains oligocènes de France 473 p., 17 fig., 7 cartes,13 tables, 29 planches hors texte », Bulletin Mensuel de la Société des Sciences de Nancy et Mémoires de la Société des sciences de Nancy, Imprimerie G. Thomas,‎ 1937, p. 1-473 (ISSN 1155-1119 et 2263-6439, OCLC 786027547). .